# Sericomyia woodi
Sericomyia woodi är en tvåvingeart som beskrevs av Nielsen och John Richard Vockeroth 2000. Sericomyia woodi ingår i släktet torvblomflugor, och familjen blomflugor. Inga underarter finns listade i Catalogue of Life.